# 埼玉県道334号三芳富士見線

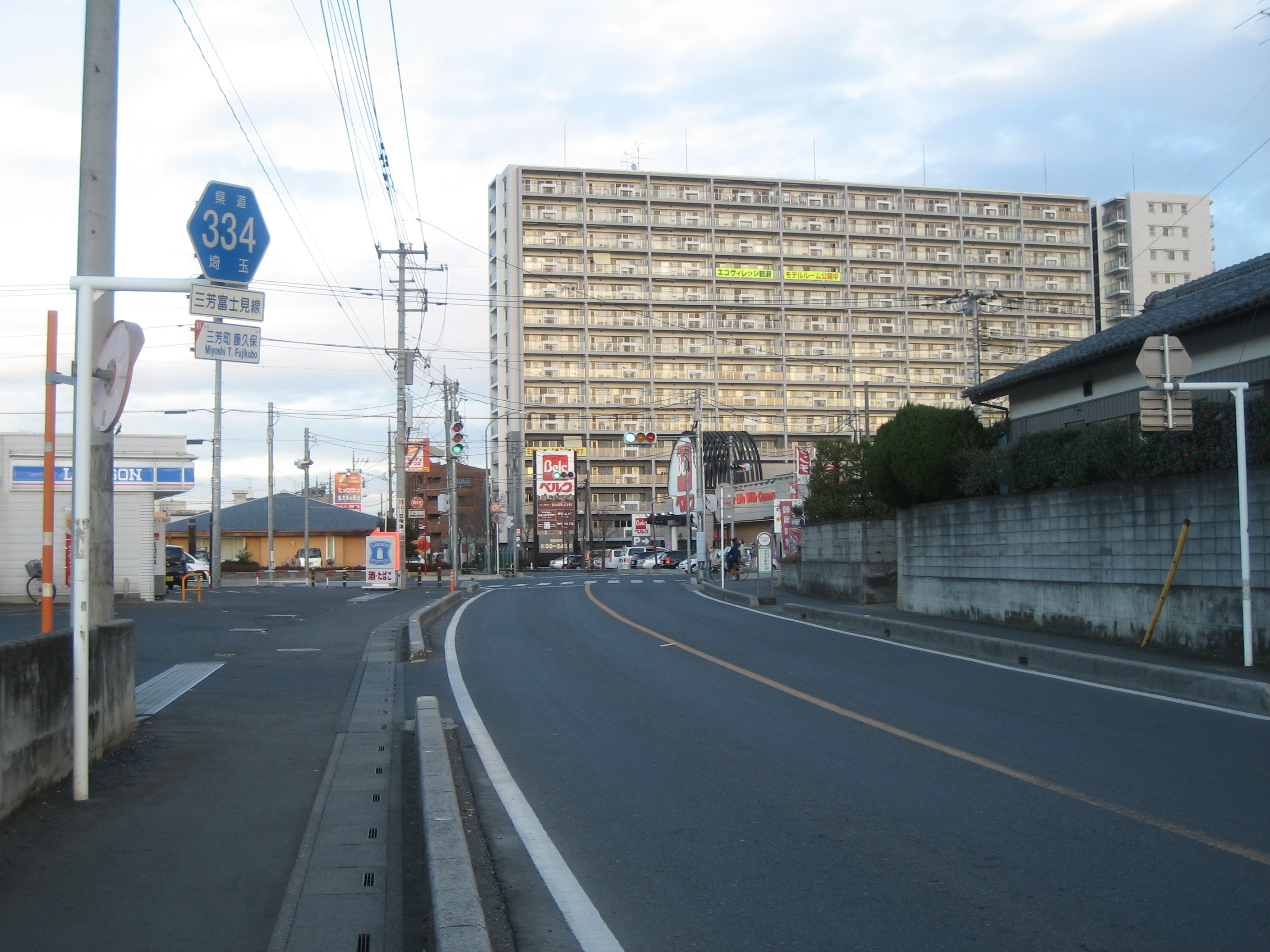
三芳町藤久保付近

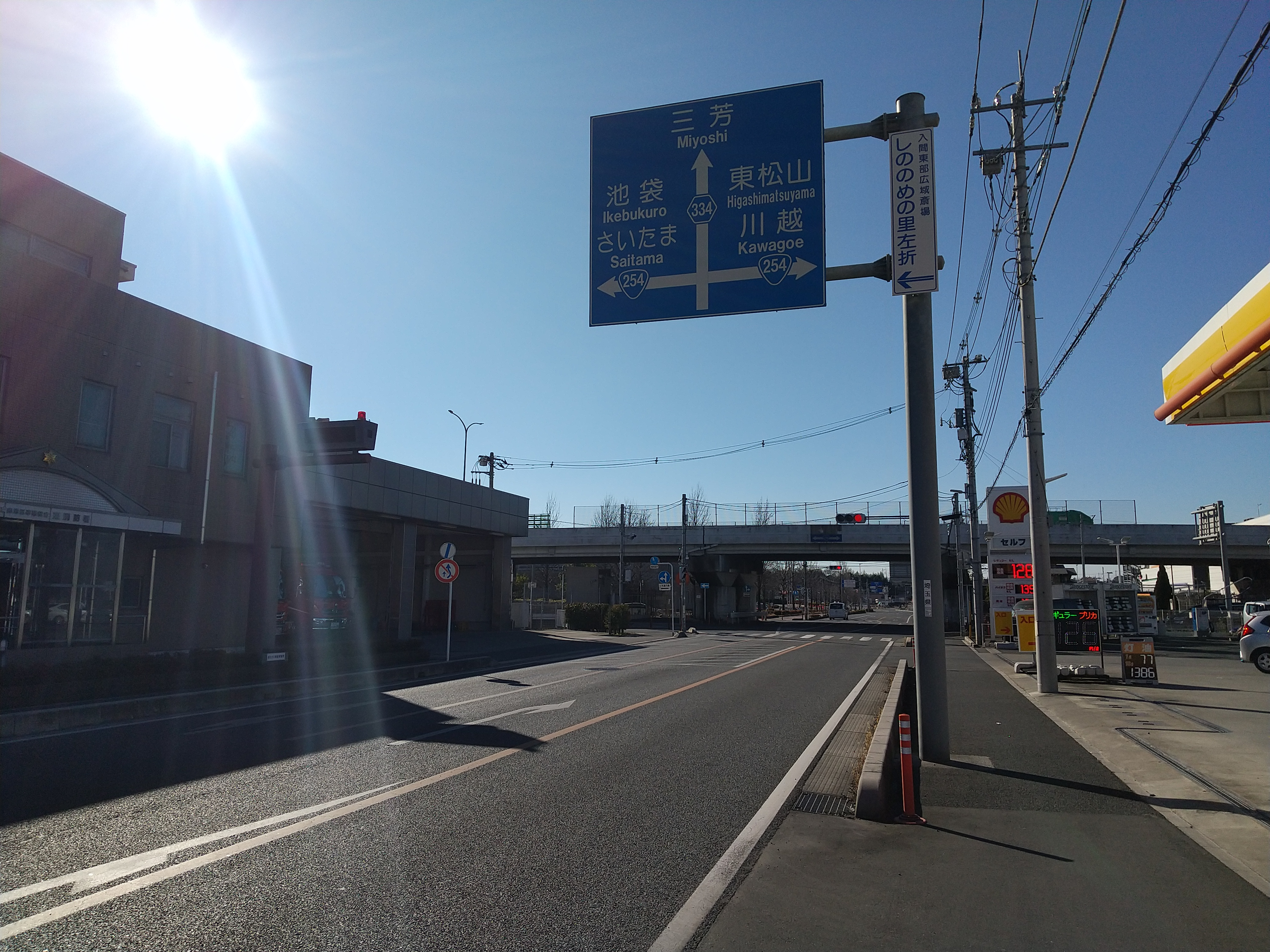
富士見市鶴馬付近

埼玉県道334号三芳富士見線（さいたまけんどう334ごう みよしふじみせん）は、埼玉県入間郡三芳町と富士見市を結ぶ県道である。「都市計画道路鶴瀬駅東通線」の開通により、鶴瀬交差点以東のルートが変更された。

## 起点・終点
- 起点：埼玉県入間郡三芳町大字上富（埼玉県道56号さいたまふじみ野所沢線交点 「上富交差点」）
- 終点：埼玉県富士見市大字上南畑（埼玉県道113号川越新座線交点 「富士見高校入口交差点」）

## 通称
- いも街道（三芳町 上富交差点 - 下組交差点）

## 通過する自治体
- 埼玉県
  - 入間郡三芳町
  - 富士見市

## 重複区間
- 埼玉県道266号ふじみ野朝霞線（富士見市鶴馬「鶴瀬交差点」 - 「鶴瀬駅前交差点」）

## 交差する道路
| 交差する道路                                          | 交差点名       | 所在地       | 所在地     |
| ----------------------------------------------------- | -------------- | ------------ | ---------- |
| 埼玉県道56号さいたまふじみ野所沢線                    | 上富           | 入間郡三芳町 | 大字上富   |
| 国道254号                                             | 藤久保         | 入間郡三芳町 | 大字藤久保 |
| 埼玉県道266号ふじみ野朝霞線                           | 鶴瀬           | 富士見市     | 鶴馬       |
| 埼玉県道245号鶴瀬停車場線 埼玉県道266号ふじみ野朝霞線 | 鶴瀬駅前       | 富士見市     | 鶴馬       |
| 国道254号（富士見川越バイパス）                       |                | 富士見市     | 鶴馬       |
| 埼玉県道113号川越新座線                               | 富士見高校入口 | 富士見市     | 大字上南畑 |

富士見川越バイパスの手前（起点側から見て）にある「キラリ☆ふじみ」交差点は、富士見市民文化会館 キラリ☆ふじみ及びららぽーと富士見の駐車場出入口である。また、歩行者がこの交差点で当県道を横断することは禁止されている。

## 沿線の主な施設
| 施設                                 | 所在地   |
| ------------------------------------ | -------- |
| 三芳町立三芳中学校                   | 三芳町   |
| 三芳町立三芳小学校                   | 三芳町   |
| 東入間警察署三芳交番                 | 三芳町   |
| 入間東部地区消防組合西消防署三芳分署 | 三芳町   |
| 三芳町役場                           | 三芳町   |
| イムス三芳総合病院                   | 三芳町   |
| 三芳郵便局                           | 三芳町   |
| 鶴瀬駅                               | 富士見市 |
| 富士見市役所                         | 富士見市 |
| 富士見市民文化会館 キラリ☆ふじみ     | 富士見市 |
| ららぽーと富士見                     | 富士見市 |
| 入間東部地区消防組合富士見消防署     | 富士見市 |